# Vasile Milea

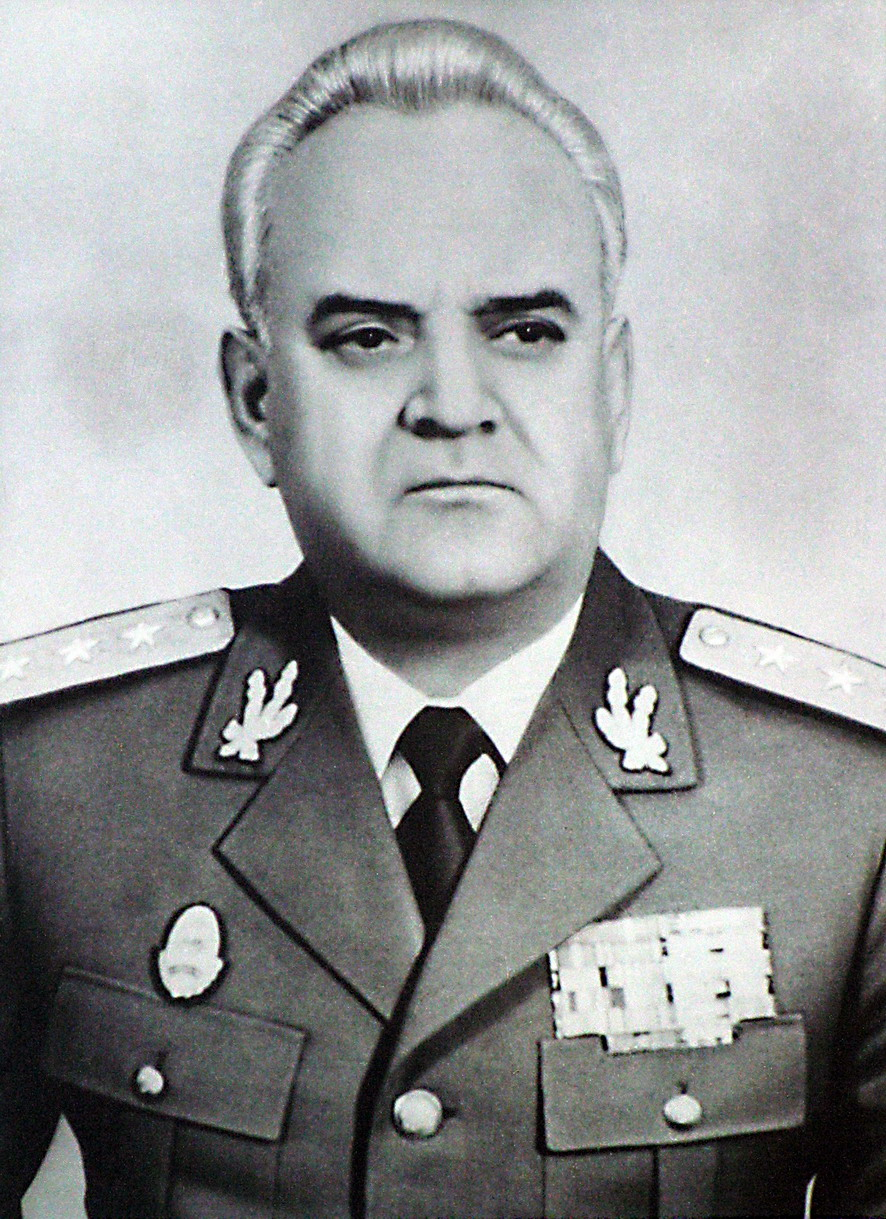
Vasile Milea

Vasile Milea (* 1. Januar 1927 in Lerești, Kreis Argeș; † 22. Dezember 1989 in Bukarest) war ein rumänischer Politiker, Generalstabschef der Rumänischen Armee (Armata Română) (1980–1985) und rumänischer Verteidigungsminister (1985–1989). Möglicherweise trug er mit seinem Suizid dazu bei, dass sich die Armee im Dezember 1989 nicht gegen die Demonstranten stellte und damit das Ceaușescu-Regime gestürzt wurde.

## Laufbahn
Milea begann seine Laufbahn an der Școala Militară de Ofițeri de Infanterie (Militärschule für Infanterie-Offiziere). Er war Mitglied der Rumänischen Kommunistischen Partei (RKP) und wurde ein ranghoher General der Armee. 1980 ernannte ihn der rumänische Diktator Nicolae Ceaușescu zum Chef des Generalstabs. 1985 wurde er Verteidigungsminister von Rumänien und damit Mitglied des Politbüros der RKP.

## Revolution 1989
Internationales Aufsehen erregte Milea während der Rumänischen Revolution 1989. Am 21. Dezember brachen nach einer Rede Ceaușescus in Bukarest Unruhen aus. Ceaușescu, der der Armee permanent misstraute, warf Milea vor, den Befehl zur Niederschlagung der Unruhen in Bukarest verweigert zu haben. Zuvor hatte er Milea schon für die Unruhen in Timișoara verantwortlich gemacht und ihm vorgeworfen, der Armee keine scharfe Munition ausgegeben zu haben. Für die Armee galt zu der Zeit erhöhte Gefechtsbereitschaft.
Am Vormittag des 22. Dezember 1989 rief Ceaușescu Milea vermutlich zu sich, um ihm zu befehlen, die Menschen in den Straßen zu zerstreuen; Milea hatte gerade erst – um 3 Uhr morgens desselben Tages – General Iulian Vlads entsprechendes Vorhaben abgelehnt.  Kurz nach 9 Uhr morgens informierte Milea seinen Stabschef, bestimmte Gegenstände seien seinen Enkeln auszuhändigen, danach ließ er sich einen Gürtel mit Waffe bringen. Kurz darauf starb Milea in seinem Büro an einer Schussverletzung in die Brust, was – auch nach einer posthumen forensischen Untersuchung im Frühjahr 2005 – gemeinhin als Suizid angesehen wird. Von einem rumänischen Doktoranden wurde die Überzeugung veröffentlicht, Milea habe sich aufgrund großen psychischen und körperlichen Drucks dienstunfähig schießen wollen; Belege dazu fehlen jedoch.
Ceaușescu hatte gedroht, Milea wegen seines angeblichen Versagens vor Gericht zu stellen. Auf der letzten Tagung des Politbüros der RKP am 22. Dezember 1989 gab Ceaușescu den Tod Mileas bekannt. Er bezeichnete ihn während der Sitzung als einen „Verräter“. Amtsnachfolger für Milea wurde sein Stellvertreter Ilie Ceaușescu, der jüngere Bruder von Nicolae Ceaușescu. Er konnte die Abkehr des Militärs vom Regime allerdings nicht mehr aufhalten.

## Folgen
Ob Milea gegen Ceaușescu opponierte und durch sein Verhalten mit zur Entfachung der Revolution beitrug, gilt als unklar.
Der spätere rumänische Kulturminister Ion Caramitru berichtete, er habe am Morgen des 22. Dezember dem Kommandeur einer Panzereinheit an einem zentralen Ort in Bukarest die Nachricht vom angeblichen Suizid Mileas überbracht. Dies habe den Kommandeur veranlasst, die Seiten zu wechseln. Seine Panzer fuhren zum zentralen Fernsehgebäude und Caramitru mit ihnen. Als sie dort ankamen, flogen Ceaușescu, seine Frau und einige Leibwächter mit einem Hubschrauber vom Dach des Gebäudes davon. Caramitru und andere bekannte Künstler, darunter der Dichter Mircea Dinescu, gingen auf Sendung und verkündeten die Revolution.

## Ehrungen nach seinem Tod

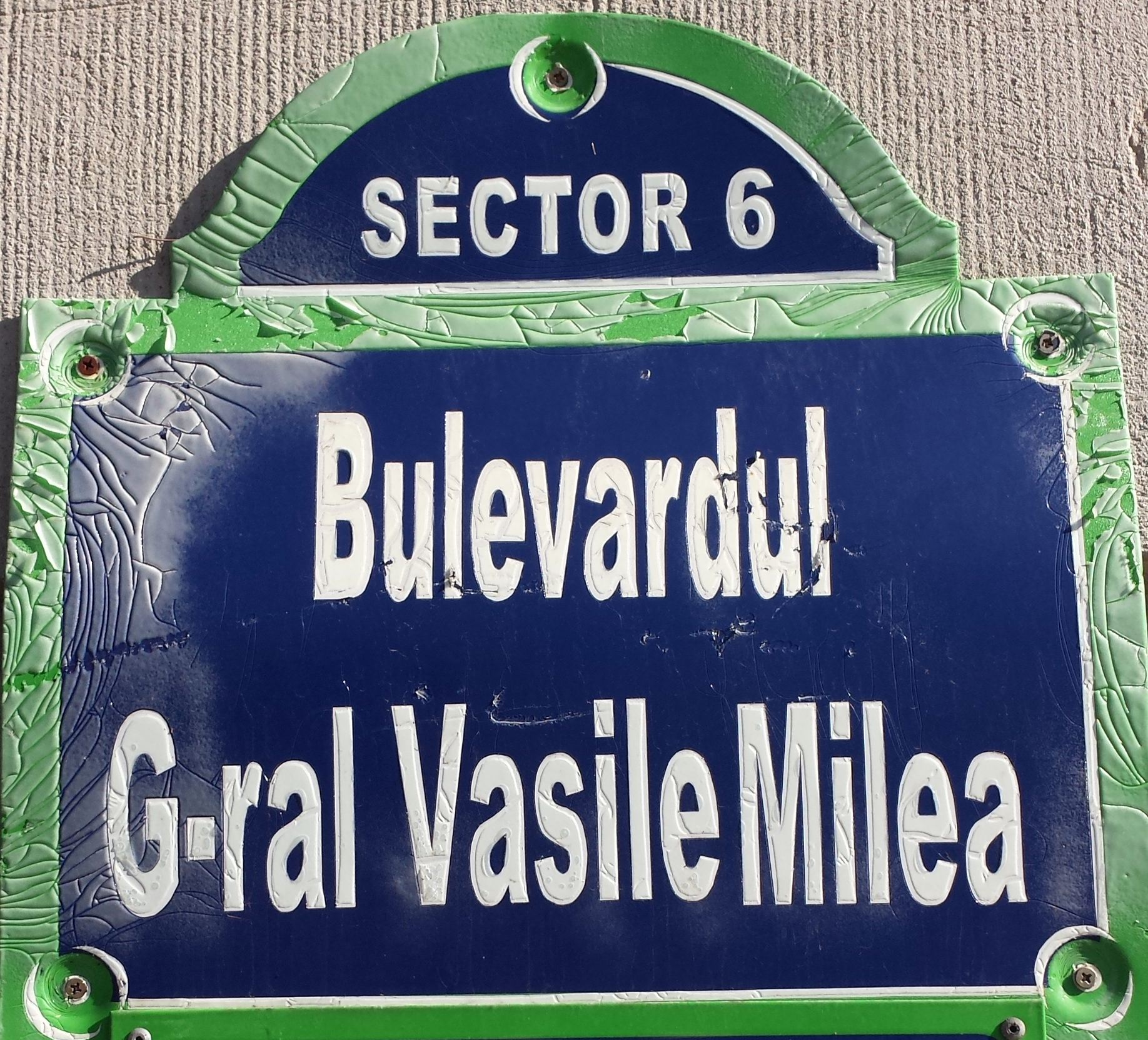
Boulevard General Vasile Milea, Bukarest, Sektor 6

In zahlreichen Städten Rumäniens, z. B. in Ploiești, Sibiu, Arad und Bukarest, wurden Straßen nach Vasile Milea benannt.